# Llista de presidents de la Diputació de Barcelona
Llista de presidents de la Diputació de Barcelona

## Presidents de la Diputació de Catalunya (1812-1814)
- 1812 Luis de Lacy y Gautier
  - Joaquim d'Ibáñez-Cuevas i de Valonga, Baró d'Eroles, cap polític interí
  - Francisco de Copons y Navia, cap polític interí
- 1814 Valentí Llozer i Codina
- 1820 Josep de Castellar i de Lledó
  - José María Gutiérrez Terán
- 1822 Antonio Remón Zarco del Valle y Huet
  - Juan Manuel Munárriz, cap polític interí

## Caps polítics de la Diputació Provincial de Barcelona
- 1822 Vicente Sancho y Cobertores
- 1823 Fernando Gómez Butrón
- 1836 Josep Melcior Prat i Solà, cap polític interí
  - Juan López Ochoa
  - Ramón Nova
  - Rafael Pérez
  - José María Puig, cap polític interí
  - Juan Gutiérrez, cap polític en comissió
  - Antonio Seoane, cap polític en comissió
  - Ignasi Llasera i Esteve
  - Luis Collantes Bustamante
- 1843 Joaquim Maximilià Gibert i Alabau, cap polític interí
  - Ricardo Shelly Castrillón, cap polític interí
- 1844 Manuel Pavía y de Lacy, cap polític interí
  - Francisco de Paula Silló, cap polític interí
  - Francisco Fulgosio
  - José María de Gispert
  - José Fernández Enciso, cap polític en comissió
  - Ramón Ceruti
  - Francisco Castillón Esteban, cap polític interí
  - Manuel Lassala i Solera
- Mai-Set 1847 Ventura Díaz Astillero de los Ríos
- Set-Nov 1847 Pere Bardají i Balanzat, cap polític interí
- Nov 1847-Set 1848 Manuel Gibert i Sans
- Set-Oct 1848 Joaquim De Gispert i Anglí, cap polític interí
- Oct-Des 1848 Ramón de la Rocha y Duji, cap polític interí
- Des 1848-Gen 1850 Miguel Tenorio de Castilla
- 1850 Fermín Arteta Sesma, governador civil
- 1852 Ventura Díaz Astillero de los Ríos
  - Martín de Foronda y Viedma
- 1853 Manuel Lassala i Solera
- 1854 Melchor Ordóñez y Viana
  - Pascual Madoz Ibáñez, governador civil
  - Ciril Franquet i Bertran
- 1856 Ignasi Llasera i Esteve
  - Melchor Ordóñez y Viana, governador civil en comissió
  - Juan Zapatero y Navas, governador civil interí
- 1857 Fernando Zappino
- 1858 Agustín de Torres Valderrama
- 1859 Ignasi Llasera i Esteve
- 1863 Francisco Sepúlveda Ramos

## Presidents elegits entre els diputats
- Salvador Maluquer i Aytés (1865-1866, 1871-1872, 1874-1875)
- Pere Dalmases i Vallès (1867-1868)
- Víctor Balaguer i Cirera (1868-1869)[1]
- Anicet Mirambell i Carbonell (1869-1871)
- Josep Anselm Clavé i Camps (1871 i 1872, sense contuïtat)
- Benet Arabio i Torres (1872-1873)
- Ildefons Cerdà i Sunyer (1873-1874)
- Melcior Ferrer i Bruguera (1875-1878)
- Josep Vilaseca i Mogas (1878-1882)
- Ròmul Mascaró i Franquesa (1883-1884)
- Manuel Planas i Casals (1884-1886, 1891-1894)
- Eduard Maluquer i de Tirrell (1886-1890)
- Josep Comas i Masferrer (1894-1896)
- Domènec Sert i Rius (1896)
- Andreu de Sard i de Roselló (1896-1898)
- Darius Rumeu i Torrents, baró de Viver (1893-1903)
- Josep Espinós i Stocklin (1903-1905)
- Pau Torres i Picornell (1905)
- Joaquim Sostres i Rey (1905-1907)

## Llista de presidents (1907-actualitat)
| # | President | President                        | Inici mandat           | Fi mandat            | Partit polític | Partit polític                       |
| --- | --------- | -------------------------------- | ---------------------- | -------------------- | -------------- | ------------------------------------ |
| |           | Enric Prat de la Riba i Sarrà    | 2 d'abril de 1907      | 11 d'agost de 1917   |                | Lliga Regionalista                   |
| |           | Joan Vallès i Pujals             | octubre de 1917        | 1924                 |                | Lliga Regionalista                   |
| |           | José Enrique de Olano y Loyzaga  | 1924                   | 31 de març de 1925   |                | Dictadura de Primo de Rivera         |
| |           | Alfons Sala i Argemí             | 31 de març de 1925     | abril de 1925        |                | Dictadura de Primo de Rivera         |
| |           | Gaietà Marfà i Clivilles         | abril de 1925          | novembre de 1925     |                | Dictadura de Primo de Rivera         |
| |           | Josep Maria Milà i Camps         | novembre de 1925       | febrer de 1930       |                | Dictadura de Primo de Rivera         |
| |           | Joan Maluquer i Viladot          | febrer de 1930         | 14 d'abril de 1931   |                | Dictadura de Primo de Rivera         |
| La proclamació de la Segona República i la creació de la Generalitat de Catalunya, l'abril de 1931, va provocar la desaparició de les quatre diputacions fins al seu restabliment l'any 1939, després de la fi de la Guerra Civil. |           |                                  |                        |                      |                |                                      |
| |           | Josep Maria Milà i Camps         | 26 de gener de 1939    | setembre de 1939     |                | Dictadura franquista                 |
| |           | Antoni Maria Simarro i Puig      | setembre 1939          | juliol de 1943       |                | Dictadura franquista                 |
| |           | Lluís Argemí i de Martí          | 1943                   | 1946                 |                | Dictadura franquista                 |
| |           | Antoni Maria Llopis Galofré      | 1946                   | 1949                 |                | Dictadura franquista                 |
| |           | Joaquim Buxó Dulce d'Abaigar     | 1949                   | 1967                 |                | Dictadura franquista                 |
| |           | Josep Maria de Muller i d'Abadal | 1967                   | 28 de juny de 1973   |                | Dictadura franquista                 |
| |           | Joan Antoni Samaranch i Torelló  | 17 de juliol de 1973   | 16 de juliol de 1977 |                | Dictadura franquista                 |
| 80 |           | Josep Tarradellas i Joan         | 23 d'octubre de 1977   | abril de 1980        |                | Esquerra Republicana de Catalunya    |
| 81 |           | Francesc Martí i Jusmet          | 2 de maig de 1980      | desembre de 1982     |                | Partit dels Socialistes de Catalunya |
| 82 |           | Antoni Dalmau i Ribalta          | 14 de desembre de 1982 | 27 de juliol de 1987 |                | Partit dels Socialistes de Catalunya |
| 83 |           | Manel Royes i Vila               | 30 de juliol de 1987   | 1 de juliol de 2003  |                | Partit dels Socialistes de Catalunya |
| 84 |           | José Montilla i Aguilera         | 1 de juliol de 2003    | 17 d'abril de 2004   |                | Partit dels Socialistes de Catalunya |
| 85 |           | Celestino Corbacho Chaves        | 17 d'abril de 2004     | 14 d'abril de 2008   |                | Partit dels Socialistes de Catalunya |
| 86 |           | Antoni Fogué i Moya              | 14 d'abril de 2008     | 15 de juliol de 2011 |                | Partit dels Socialistes de Catalunya |
| 87 |           | Salvador Esteve i Figueras       | 15 de juliol de 2011   | 15 de juliol de 2015 |                | Convergència i Unió                  |
| 88 |           | Mercè Conesa i Pagès             | 15 de juliol de 2015   | 28 de juny de 2018   |                | Convergència i Unió                  |
| 89 |           | Marc Castells i Berzosa          | 28 de juny de 2018     | 11 de juliol de 2019 |                | Convergència i Unió                  |
| 90 |           | Núria Marín Martínez             | 11 de juliol de 2019   | 12 de juliol de 2023 |                | Partit dels Socialistes de Catalunya |
| 91 |           | Lluïsa Moret Sabidó              | 12 de juliol de 2023   | En el càrrec         |                | Partit dels Socialistes de Catalunya |